# .gh
.gh는 가나의 인터넷 국가 코드 최상위 도메인이다. Ghana Network Information Center에서 관리한다.

## 2차 도메인
- .com.gh - 기업용
- .edu.gh - 학교용
- .gov.gh - 정부용